# Mungkung (Kalikajar)
Mungkung is een bestuurslaag in het regentschap Wonosobo van de provincie Midden-Java, Indonesië. Mungkung telt 1481 inwoners (volkstelling 2010).